# Gulprickig vedharkrank
Gulprickig vedharkrank (Ctenophora guttata) är en tvåvingeart som beskrevs av Johann Wilhelm Meigen 1818. Gulprickig vedharkrank ingår i släktet Ctenophora och familjen storharkrankar. Artens livsmiljö är naturnära lundskogar. Inga underarter finns listade.

## Gulprickig vedharkrank i Norden
Enligt den finländska rödlistan är arten nära hotad i Finland. Enligt den svenska rödlistan är arten nära hotad i Sverige. Arten förekommer i Svealand, Nedre Norrland och Övre Norrland.